# Lewisville (Idaho)
Lewisville é uma cidade localizada no estado americano de Idaho, no Condado de Jefferson.

## Demografia
Segundo o censo americano de 2000, a sua população era de 467 habitantes.
Em 2006, foi estimada uma população de 507, um aumento de 40 (8.6%).

## Geografia
De acordo com o United States Census Bureau tem uma área de
1,6 km², dos quais 1,6 km² cobertos por terra e 0,0 km² cobertos por água. Lewisville localiza-se a aproximadamente 1460 m acima do nível do mar.

## Localidades na vizinhança
O diagrama seguinte representa as localidades num raio de 24 km ao redor de Lewisville.